# Campionati centramericani COCABA maschili di pallacanestro
Il Torneo Centroamericano di pallacanestro noto come FIBA COCABA Championship è stato un torneo organizzato dalla FIBA in cui si confrontavano le nazionali del Messico e dell'America centrale.

Si è disputato per la prima volta nel 1999, e aveva cadenza biennale.
Il torneo valeva anche come qualificazioni al FIBA Centrobasket.

## Albo d'oro
| 1999 dettagli | (San José)     | Panama  | Round robin | Honduras    | Costa Rica  | Round robin | Nicaragua   |
| 2004 dettagli | (San Salvador) | Panama  | Round robin | Guatemala   | El Salvador | Round robin | Honduras    |
| 2006 dettagli | (Fresnillo)    | Messico | 3-1         | Costa Rica  | Belize      | ?           | El Salvador |
| 2007 dettagli | (San Salvador) | Messico | Round robin | Costa Rica  | El Salvador | Round robin | Guatemala   |
| 2009 dettagli | (Cancún)       | Messico | 106-103     | Belize      | Panama      | 86-69       | Costa Rica  |
| 2013 dettagli | (San Salvador) | Messico | Round robin | El Salvador | Costa Rica  | Round robin | Honduras    |
| 2015 dettagli | (Cancún)       | Panama  | 74-46       | Costa Rica  | Nicaragua   | 75-71       | Messico     |

## Medagliere
| Posiz. | Nazione     | Oro | Argento | Bronzo | Totale |
| ------ | ----------- | --- | ------- | ------ | ------ |
| 1°     | Messico     | 4   | 0       | 0      | 4      |
| 2°     | Panama      | 3   | 0       | 1      | 4      |
| 3°     | Costa Rica  | 0   | 3       | 2      | 5      |
| 4°     | El Salvador | 0   | 1       | 2      | 3      |
| 5°     | Belize      | 0   | 1       | 1      | 2      |
| 6°     | Guatemala   | 0   | 1       | 0      | 1      |
| 6°     | Honduras    | 0   | 1       | 0      | 1      |
| 7°     | Nicaragua   | 0   | 0       | 1      | 1      |